# Ghiacciaio Shuman
Il ghiacciaio Shuman (in inglese Shuman Glacier) è un ghiacciaio lungo circa 10 km, situato sulla costa di Ruppert, nella parte occidentale della Terra di Marie Byrd, in Antartide. Il ghiacciaio, il cui punto più alto si trova a più di 230 m s.l.m., fluisce in direzione ovest, scorrendo a nord del ghiacciaio Strauss, fino ad entrare nella parte orientale della baia di Land.

## Storia
Il ghiacciaio Shuman è stato così battezzato dal Comitato consultivo dei nomi antartici in onore di Christopher A. Shuman, del centro interdisciplinare di scienze della Terra dell'Università del Maryland, le cui ricerche, sia teoriche che sperimentali, hanno riguardato, sin dagli anni novanta, il flusso di ghiaccio dell'Antartide Occidentale.